# San Donato Milanese
San Donato Milanese is een gemeente in de Italiaanse metropolitane stad Milaan (regio Lombardije) en telt 32.769 inwoners (31-12-2004). De oppervlakte bedraagt 12,8 km², de bevolkingsdichtheid is 2638 inwoners per km².

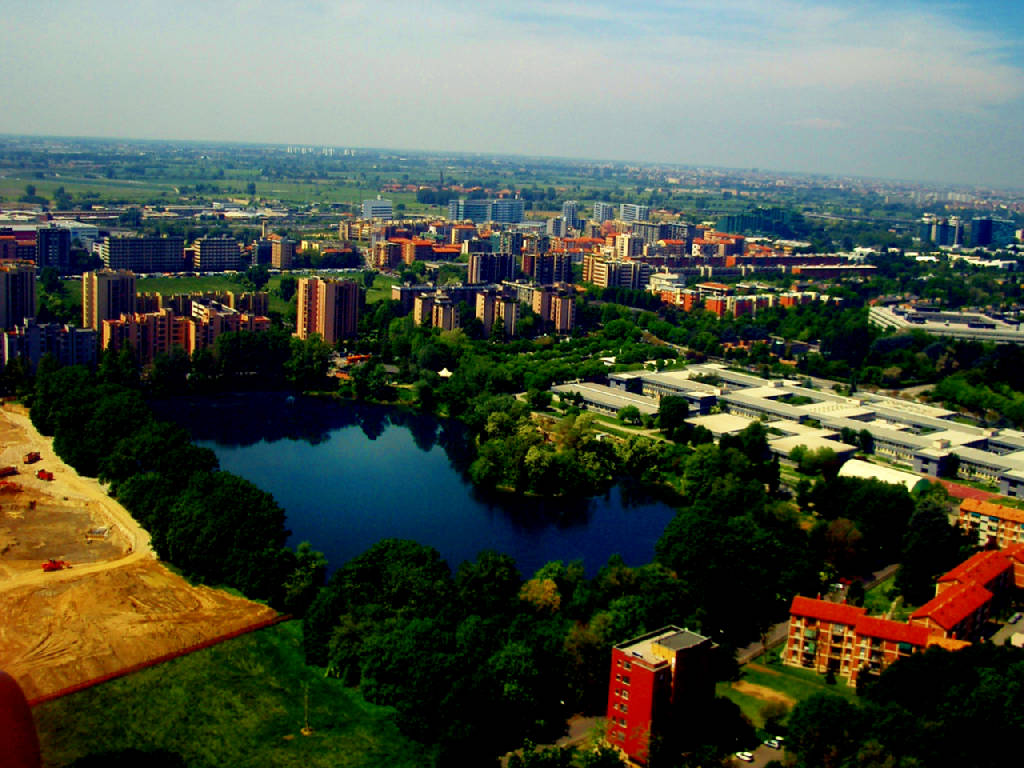
San Donato
Kerk van Santa Barbara, San Donato
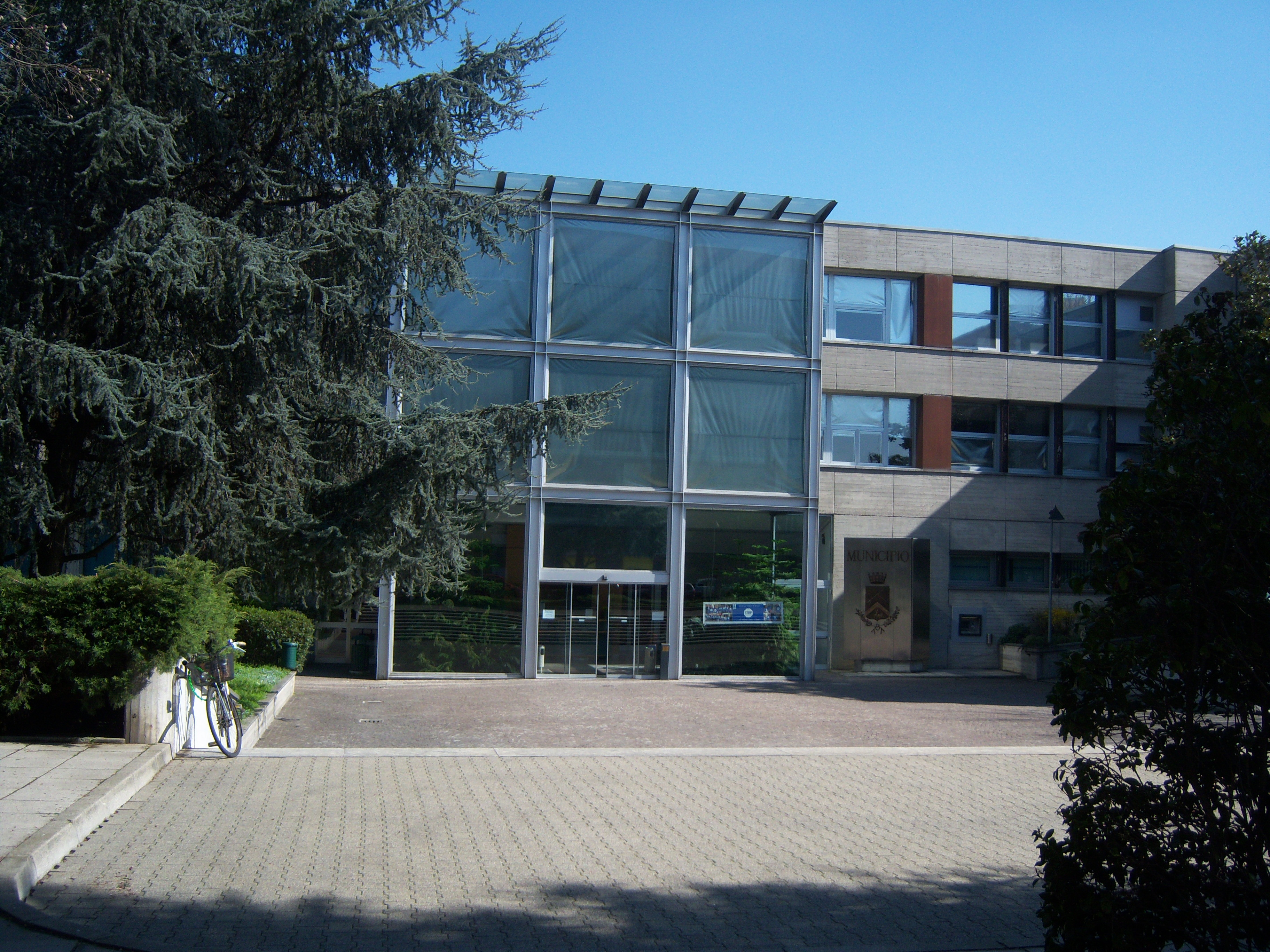
Gemeentehuis

## Demografie
San Donato Milanese telt ongeveer 13731 huishoudens. Het aantal inwoners steeg in de periode 1991-2001 met 3,3% volgens cijfers uit de tienjaarlijkse volkstellingen van ISTAT.
| Jaar | Inwoneraantal |
| ---- | ------------- |
| 1991 | 31.331        |
| 2001 | 32.354        |

## Geografie
De gemeente ligt op ongeveer 102 m boven zeeniveau.
San Donato Milanese grenst aan de volgende gemeenten: Milaan, Peschiera Borromeo, Mediglia, San Giuliano Milanese, Opera, Locate di Triulzi.